# Rotametr

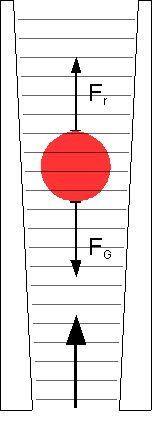
Zasada działania rotametru

Rotametr – przepływomierz pływakowy o zmiennym przekroju służący do pomiaru natężenia przepływu płynów. Po raz pierwszy urządzenia tego typu zostały opatentowane przez niemieckiego producenta Rota, obecnie Rota-Yokogawa, stąd nazwa rotametr (ang. rotameter).
Ma postać pionowej szklanej rury rozszerzającej się ku górze. W rurze umieszczony jest pływak. Płyn wprowadza się od dołu rury. Ruch płynu powoduje unoszenie pływaka do położenia, w którym zrównoważą się działające nań siły:
1. siła ciężkości pływaka (działająca pionowo do dołu)
2. siła tarcia przepływającego płynu o powierzchnię boczną pływaka (działająca do góry)
3. siła wyporu

Ciężar pływaka musi być taki, aby w nieruchomym płynie pływak tonął.
Na ścianie rury naniesiona jest skala opisana w jednostkach natężenia przepływu.
Druga z sił zależy od rodzaju (lepkości) płynu. Szybkość przepływu zależy od przekroju szczeliny (o kształcie pierścieniowym) między wewnętrzną ścianą rury a pływakiem. Przekrój tej szczeliny w miarę rozszerzania się rury ku górze wzrasta i pływak przy coraz większych przepływach zajmuje coraz wyższe położenie. Wartość mierzonego natężenia przepływu wskazuje najszersza krawędź pływaka.
Istnieje możliwość przekształcenia natężenia na sygnał elektryczny przy pomocy np. przetwornika indukcyjnościowego transformatorowego w układzie różnicowym, a więc pływak musi być wykonany z materiału ferromagnetycznego. Wówczas taki rotametr, który daje możliwość przesyłania sygnału elektrycznego na odległość, nosi nazwę telerotametru.